# Zuidwest (Utrecht)

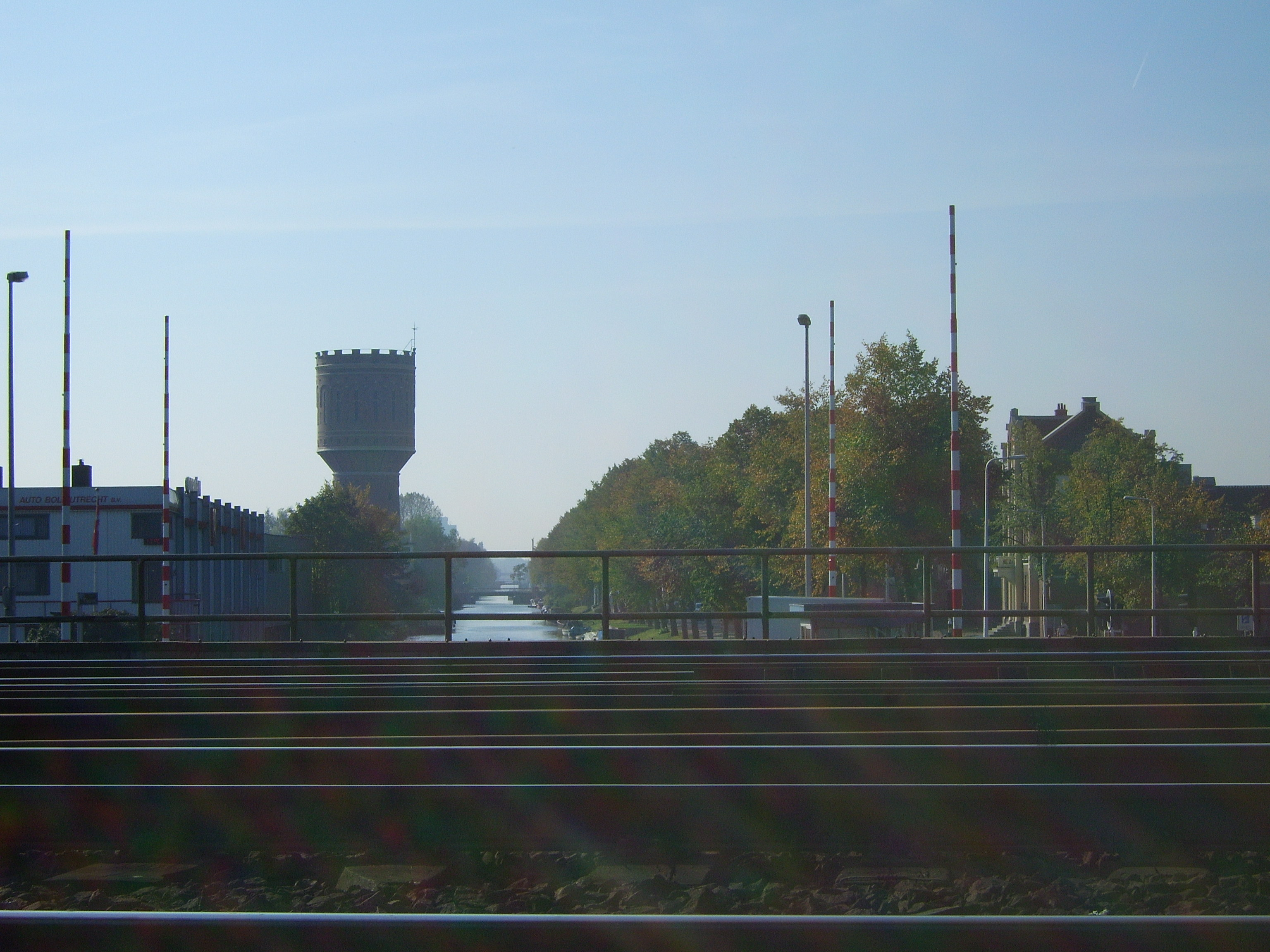
De watertoren langs de Vaartsche Rijn, met aan de overkant Rivierenwijk

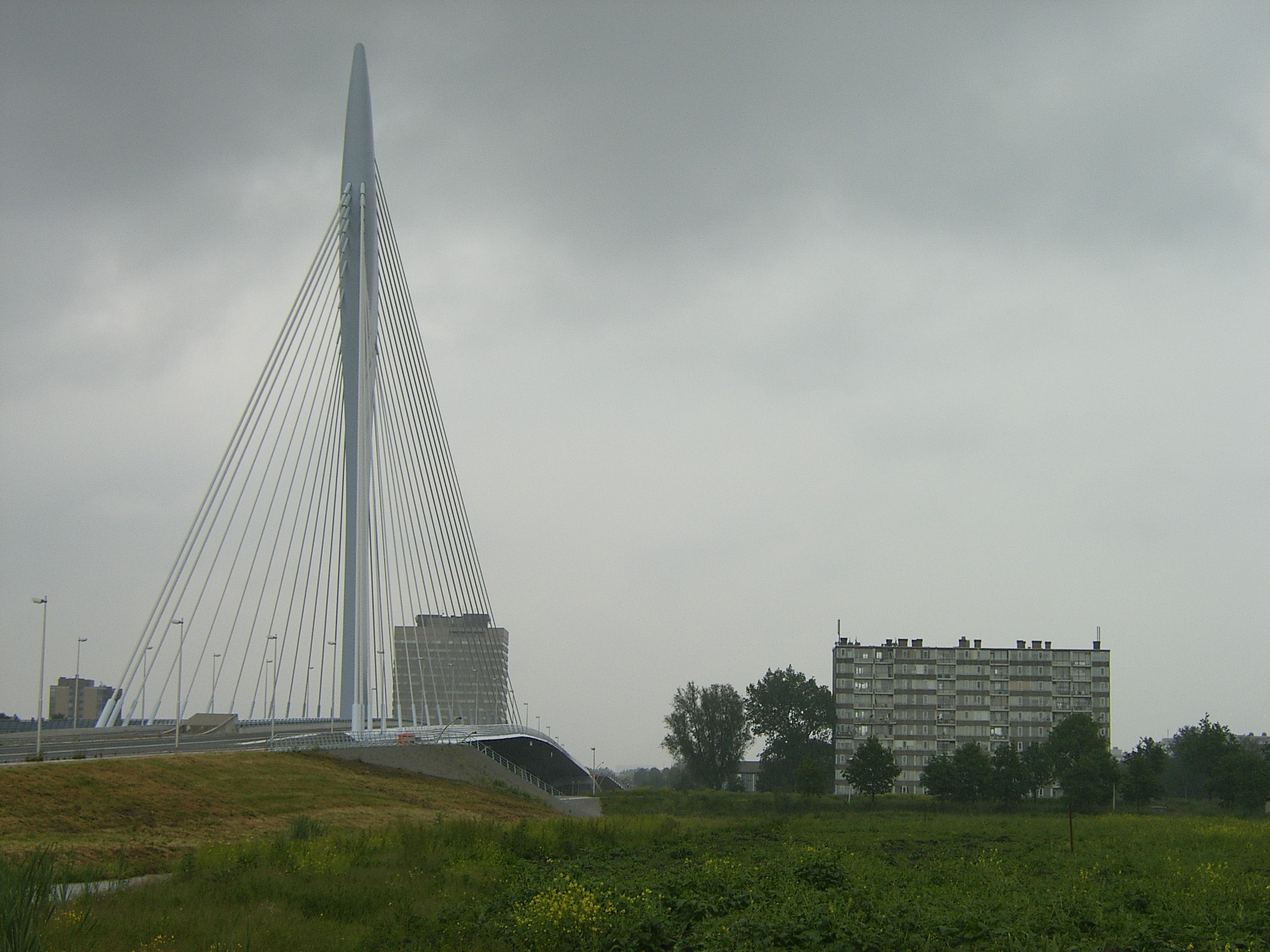
De Prins Clausbrug en Kanaleneiland-Zuid gezien vanaf Papendorp aan de overkant van het Amsterdam-Rijnkanaal

Zuidwest is een van de tien stadsdelen (volgens de gemeentelijke indeling: wijken) van de gemeente Utrecht. Het stadsdeel heeft 40.967 inwoners (2025). Onder andere de Veilinghaven, Park Transwijk en de woonboulevard liggen in Zuidwest.

## Ligging
Zuidwest wordt begrensd door:
- de Dominee Martin Luther Kinglaan, de Weg der Verenigde Naties, het Merwedekanaal, de Van Zijstweg, een gedeelte van de Croeselaan, de Asselijnstraat en de Kruisvaart in het noorden
- de Vaartsche Rijn in het oosten
- het Merwedekanaal in het zuiden
- het Amsterdam-Rijnkanaal in het westen

## Wijken en buurten
Onder meer de volgende wijken en buurten maken deel uit van Zuidwest:
- Dichterswijk
- Rivierenwijk
- Transwijk
- Kanaleneiland

### Gemeentelijke indeling
Volgens de gemeentelijke indeling bestaat Noordoost uit de volgende subwijken, buurten en subbuurten:
- Dichterswijk, Rivierenwijk
  - Dichterswijk
    - Dichterswijk-West, Stadshaven
    - Dichterswijk-Oost

  - Rivierenwijk
    - Rivierenwijk-Noord
    - Rivierenwijk-Midden
    - Rivierenwijk-Zuid
- Transwijk, Bedrijvengebied Kanaleneiland
  - Transwijk-Noord
    - Overste Den Oudenlaan-Oost
    - Nieuw Welgelegen
    - Van Bijnkershoeklaan en omgeving

  - Transwijk-Zuid
    - Europalaan-Noord
    - Park Transwijk en omgeving

  - Bedrijvengebied Kanaleneiland-Zuid
    - Kantorengebied Kanaleneiland-Zuid
    - Woonboulevard Kanaleneiland-Zuid
    - Westraven

- Kanaleneiland
  - Kanaleneiland-Noord
    - Adenauerlaan en omgeving
    - Bernadottelaan en omgeving

  - Kanaleneiland-Zuid
    - Marco Pololaan en omgeving
    - Vasco Da Gamalaan en omgeving

## Openbaar vervoer
De sneltram richting Nieuwegein en IJsselstein loopt door Zuidwest. Deze is aangesloten op transferium P+R Westraven. Verder loopt er door het stadsdeel een HOV-baan vanuit het Centraal Station richting Papendorp.

### Stations
- Utrecht Vaartsche Rijn